# Bitwa o Santa Clarę
Bitwa o Santa Clarę – ostatnia bitwa rewolucji kubańskiej, która rozegrała się pod koniec 1958 i doprowadziła do zdobycia kubańskiego miasta Santa Clara przez rewolucyjne oddziały Ernesta Guevary. Bitwa przyniosła decydujące zwycięstwo partyzantom walczącym z juntą generała Fulgencio Batisty. Dwanaście godzin po zdobyciu miasta Batista uciekł z Kuby, a Fidel Castro ogłosił całkowite zwycięstwo.

## Zajęcie miasta
28 grudnia 1958 r. oddział Che Guevary przemieszczał się z przybrzeżnego portu Caibarién do miasta Camajuani, leżącego pomiędzy Caibarién a Santa Clarą. Jednak zanim tam dotarł, rządowy garnizon stacjonujący w Camajuani opuścił swój posterunek i oddał miasto bez jednego wystrzału. Guevara skierował się więc w kierunku Santa Clary, na przedmieścia której dotarł o zmierzchu. Tam Che, który miał do dyspozycji ok. 340 ludzi, podzielił oddział na dwie grupy. Południową kolumną dowodził pułkownik Casillas Lumpuy, którego grupa jako pierwsza podjęła walkę z obroną miasta.
Żeby wspomóc obrońców, Batista wysłał pancerny pociąg z zapasami amunicji, broni i wojskiem. Jego trasa biegła wzdłuż wzgórza Capiro, znajdującego się na północnym wschodzie miasta. Mieściło się tam również stanowisko dowodzenia, więc Guevara wysłał niewielki oddział dowodzony przez osiemnastoletniego Gabriela Gila by ten zdobył wzgórze Capiro (Loma del Capiro). Akcja ta zakończyła się sukcesem. Ernesto Che Guevara wysłał 29 grudnia swój „oddział samobójców” zwany Escadra Suicida pod wodzą dwudziestotrzyletniego Roberto Rodrígueza Fernándeza (znanego jako El Vaquerito) w celu zdobycia stacji kolejowej. Partyzanci mieli to zrobić używając wyłącznie koktajli Mołotowa zwanych chismosas i karabinów maszynowych, co udało im się bardzo szybko, gdyż obrońcy opuścili stację kolejową, a pociąg zaczął wycofywać się do miasta. „Oddział samobójców” pod osobistym dowództwem Roberto Rodrígueza Fernándeza „El Vaquerito” zaatakował silnie broniony komisariat policji wraz z przyległym terenem. „El Vaquerito” zginął podczas ataku na komisariat policji trafiony w głowę. Powiadomił o tym Ernesto Che Guevara w wywiadzie dla prasy, radia i telewizji mówiąc, iż stracił jednego z najbliższych przyjaciół.
W tym czasie druga grupa dowodzona przez Rolando Cubela i wspierana przez cywilów rozpoczęła w mieście serię potyczek z siłami rządowymi. Dwa wojskowe garnizony, które tam stacjonowały, znalazły się pod oblężeniem sił Cubela, pomimo wsparcia samolotu, snajperów i czołgów.

## Przejęcie pociągu
Guevara, chcąc zatrzymać pociąg, wykorzystał buldożery z miejscowej szkoły rolniczej do uszkodzenia szyn. Pociąg został wykolejony, a jadący nim oficerowie postanowili podjąć rozmowy pokojowe. W tym czasie zwykli żołnierze, których morale było bardzo niskie, zaczęli się bratać z rebeliantami mówiąc, że są już zmęczeni walką ze swoim rodakami. Później pojawiły się doniesienia mówiące o tym, że poddanie pociągu zostało wcześniej ustalone, a żołnierze zostali przekupieni.
Chociaż przejęcie pociągu i zdobycie miasta ostatecznie zakończyło rewolucyjne walki, to następnego dnia rządowe gazety obwieściły Batistę zwycięzcą bitwy o Santa Clarę. Media powiązane z siłami Castro poinformowały natomiast o przyspieszeniu przejęcia władzy nad rządową armią.